# コギクザメ
コギクザメ(学名: Echinorhinus cookei )は、キクザメ目に属する深海性のサメの1種である。キクザメ目に属するのは本種の他に同属のキクザメE. brucus のみである。太平洋の大陸棚や大陸斜面、海底谷でみられる。基本的には底生で、水深100-650 mの低温の海域に生息するが、カリフォルニア州モントレー湾などではより浅い海域に進入することも知られている日周鉛直移動をするサメです。最大で全長4 mに達し、トゲ状の楯鱗が体を覆っている。
夜行性で、昼間は外洋の深い海底で休息するが、夕方になると浅い海域へ移動する。各個体は狭い行動圏の中で生息し、硬骨魚、軟骨魚、頭足類などを捕食する。繁殖様式は卵胎生である。人に危害を加える例は知られていない。食用などとしての商業的価値はほとんどないが、深海漁業などで混獲されることはある。本種の保全状態については未だ情報が不足している。

## 分類と名称
コギクザメは、キクザメ科キクザメ属の1科1属のみからなるキクザメ目に属する2種のうちの1種である。
本種はオーストリアの魚類学者Viktor Pietschmannによって、2つの異なる出版物で新種として記載された。まず最初に1928年に『ウィーン科学アカデミー紀要』(Anzeiger der Akademie der Wissenschaften in Wien )においてドイツ語で簡潔に記載されたのち、1930年に『ビショップ博物館紀要』(Bishop Museum Bulletins )において英語でのより詳細な記載がなされた。なお、本種の種小名cookei はビショップ博物館の貝類学者C. Montague Cooke Jr.に献名されたものである。本種はPietschmannによる記載の後も長らく同属のキクザメ(E. brucus)と同一種とみなされており、この誤解は1960年にニュージーランドの魚類学者Jack Garrickが再記載を行うまで続いた。Pietschmannが記載に用いたハワイ・カウアイ島から得られたホロタイプ標本は失われていたため、Garrickはニュージーランド・パリサー湾から得た標本を新たなタイプ標本に指定している。
英語ではPrickly shark（「トゲだらけのサメ」）と呼ばれる。標準和名の「コギクザメ」は、1983年に熊野灘から日本における本種の初報告がなされた際、谷内透と柳沢践夫によって提唱された。

## 形態
本種は円筒形でたるんだ体型を呈し、頭部は短くやや平らになっている。鼻孔はお互いに離れた位置にあり、小さな皮弁で覆われている。噴水孔は小さく、眼よりかなり後方にある。眼は瞬膜を欠く。口は大きな円弧状を呈し、端にはごく短い溝がある。上顎には21-25の、下顎には20-27の歯列がある。ナイフ状の歯のそれぞれには中央に鋭い尖頭があり、その脇にも最大3つの尖頭がみられる。若い個体では尖頭が中央の1つしかみられない。鰓裂は5対あり、5番目の対が最も長い。
側線は体の両側面を走り、明瞭な溝状になる。胸鰭は短いが、腹鰭は長い基底部をもち比較的長い。第一背鰭は小さく腹鰭の始部に対する位置かそれより後方に始まる。第二背鰭は第一背鰭のすぐ後方に位置し、形も類似する。臀鰭はなく、尾柄は太い。尾鰭の基部にくぼみはない。尾鰭は上葉が下葉より長く、後端に欠刻はない。皮膚は最大で長さ0.4 cmになる楯鱗に密で均質に覆われる。キクザメの場合と異なり、この楯鱗が一体化することはない。個々の楯鱗はトゲ状になり、その基底部から周りに放射状に溝が走って菊の花状になる。口吻の下部の楯鱗は制御では特に細かい。体色は褐色か灰色で、しばしば僅かに紫色を帯びるほか、鰭の後端は黒色になることが多い。腹側は明るい色であることが多く、特に口吻や口の周りでは明らかである。最大で全長4 mに達する可能性がある。記録されている最大の体重は266 kgで、3.1 mのメスの個体の記録である。

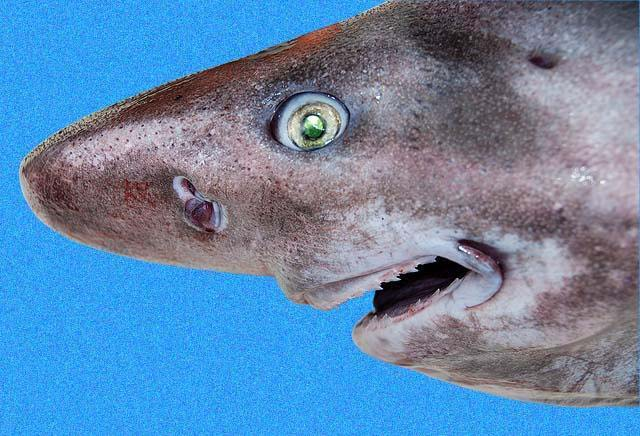
頭部
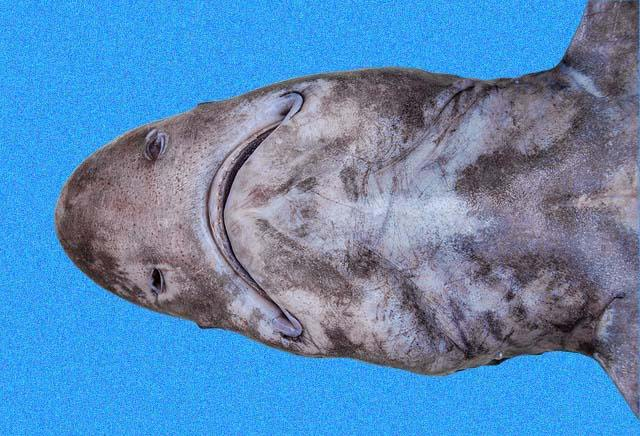
頭部を下側から見た図
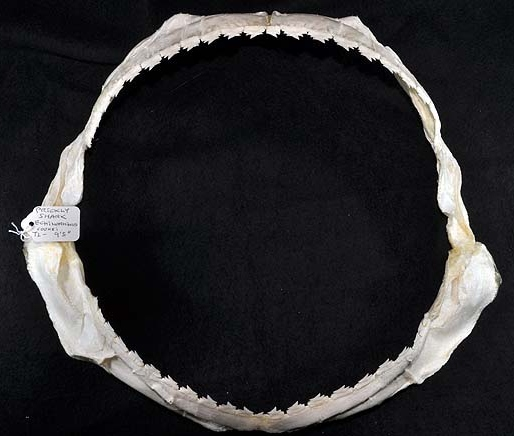
両顎
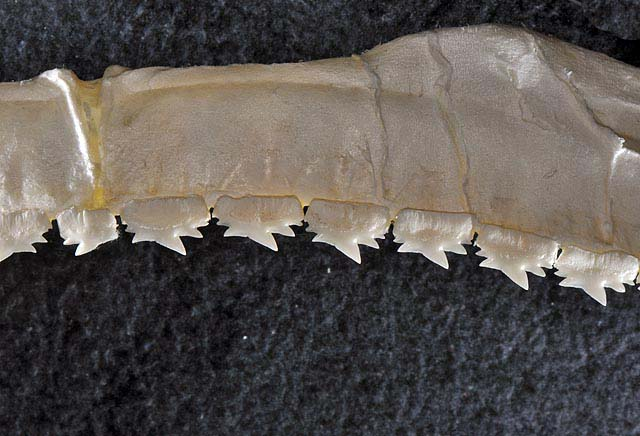
上顎の歯
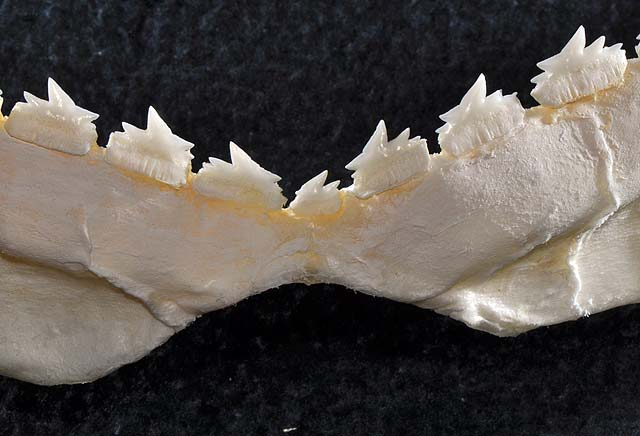
下顎の歯

## 分布と生息環境
本種は太平洋に広く生息する。西太平洋と中央太平洋では、日本、台湾、オーストラリアのビクトリア州とクイーンズランド州、ニュージーランド、そしてパラオ、ニューカレドニア、トンガ、ハワイ、ギルバート諸島といった島々からも報告されている。東太平洋ではオレゴンからカリフォルニア湾を経てエルサルバドルまでの海域や、ココ島、ガラパゴス諸島、ペルー沖、チリ沖などで生息が確認されている。基本的には稀な種であるが、例外的にモントレー湾沖のモントレー海底谷では本種の雌雄が一年を通じてよくみられる。
日本では1983年に、熊野灘で採集された個体をもとに初報告されたが、この際それまで日本でキクザメとして同定されていた個体も本種である可能性が高いことが指摘されている。
5.5-11℃の低温を好む、深海性の種であり、特に熱帯域では基本的に水深100-200 m以深で見られる。少なくとも水深650 mから記録があるが、それよりもかなり深い海域にも生息する可能性があると考えられており、水深1500 mまで生息している可能性がある。一方緯度の高い地域では、浅い沿岸海域に入ることもよくある。例えば、モントレー峡谷では水深15-35 mの海域で継続的に発見されており、カリフォルニア州モスランディングでは水深4 mから捕獲された記録もある。大陸棚や大陸斜面に生息し、その底近くを泳ぐ。海底谷の中でも、谷沿いに泳いでいるのがよくみられる。砂泥海底を好む。低い溶存酸素濃度にも耐性があり、他のサメは進入できない海盆にも生息する。

## 生態

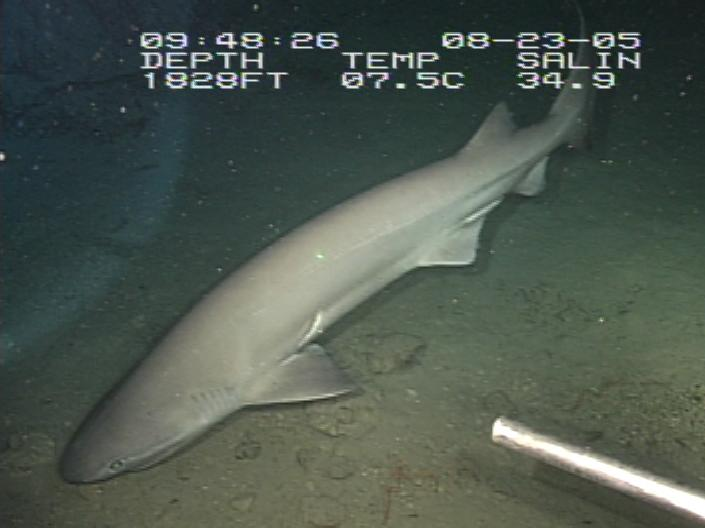
カグラザメ(写真)と本種はお互いの幼魚を捕食することがある。

本種は泳ぎが遅く、海底のすぐ上を浮くように泳いでいる様子が観察される。モントレー峡谷で行われた追跡調査では、本種が顕著な日周鉛直移動を行うことが確認された。日中にはあまり活動せず、外洋の海底に近い場所で単独で休息していた。日没前後になって活発になり、沿岸部の海底谷のへりを目指して上昇を始めた。この上昇は魚の群れを捕食するためのものである可能性がある。それぞれの個体の生息域を大きく離れることはほとんどなく、行動圏は2.2 km2以下と小さかった。モントレー峡谷では30個体以上の集団を作って泳ぐ様子がよく観察される。
本種の口と咽頭の大きさや構造からは、本種が吸い込み型の摂食様式をとることが推測される。本種はメルルーサ、カレイ、メバル、キンムツ、サバ、ニシンなどのさまざまな硬骨魚のほか、ゾウギンザメ類、アブラツノザメ、若いカグラザメ、ヘラザメ属の卵鞘など、軟骨魚も捕食する。アメリカオオアカイカをはじめとするタコやイカも捕食する。若いコギクザメ自身もカグラザメなどに捕食されることがあるが、成魚については捕食される危険性はほとんどないと考えられる。寄生虫として、本種の体表から等脚類の一種が、胃粘膜から吸虫綱二生亜綱の一種が見つかっている。繁殖様式は卵胎生で、生まれる前の子は卵黄の栄養を用いて成長する。妊娠したメスの報告が1例のみあり、その際は母胎内に114匹の子が確認された。この数はサメが一腹にもつ子の数としては最も多い例の一つである。性成熟に達する体サイズは正確には不明だが、オスで2.0 m程度、メスで3.0 m程度だと考えられている。

## 人間との関係
本種がダイバーに危害を加えることはない。底引きトロール漁や刺し網、延縄などによる商業漁業で混獲されることがある。肉は不味で柔らかいため、食用としての商業的価値はほとんどない。
非常に記録は少ないが、本種の飼育記録としてアメリカのモントレーベイ水族館で3度の記録が残っている。
1度目は1990年8月2日で、同水族館の水族館スタッフらがモントレー海底谷の入り口、最大水深37mの海域で生物収集中のダイビング中に遭遇した2.03m、68kgの雌で交尾痕と推定される傷を持つ個体である。
水族館スタッフらは、この個体の口の中にロープのついたフックをかけ、そのまま海面にいる水族館のボートに引き上げ捕獲した。
この個体は水族館の大水槽に搬入されエビスザメなどと共に展示された。
2度目は1994年7月31日からの飼育した記録で、水族館スタッフがモントレー海底谷で捕獲した個体の記録である。
展示個体は全長2.04m、体重は推定値で70kgの個体であった。この個体は浮力調整が上手くいかず、飼育7日目に放流された。
3度目は2009年6月で、水族館の大型水槽に搬入されたが、状態が安定しなかったため、15時間後に再度放流されている。
日本では大阪府の海遊館が、高知県室戸の定置網で採捕された全長2.82m、194kg雌の本種の標本が2015年に展示した記録がある。

## 保全状態
国際自然保護連合 (IUCN) は本種の保全状態をデータ不足 (DD) と評価するに留まっているが、生息域がまばらであることに加え深海漁業が拡大しつつあることが本種の保全状態に与える影響について特記している。日本の環境省が2017年にまとめた海洋生物レッドリストでも、本種は情報不足 (DD) と評価されている。